# Marinos Ouzounidis
Marinos Ouzounidis (Alejandrópolis, Grecia, 10 de octubre de 1968) es un exjugador y entrenador de fútbol griego. Actualmente dirige al Aris Salónica.

## Carrera como jugador
Ouzounidis comenzó su carrera profesional jugando en el club griego Skoda Xanthi como defensa desde 1987 hasta 1992.
Luego fue transferido al Panathinaikos donde desarrolló excelentes habilidades como defensor líbero, convirtiéndose en un miembro esencial del brillante equipo que conquistó los campeonatos de la Superliga de Grecia de 1995 y 1996. Durante este último período, los "Green Shamrocks" llegaron a las semifinales de la Liga de Campeones de la UEFA.
Las buenas actuaciones eventualmente resultaron en una transferencia por un período de dos años a Le Havre AC en Francia. Ouzounidis volvió a la liga griega en 1999, donde jugó con Paniliakos hasta 2001. Ouzounidis finalmente se fue al APOEL en Chipre y después de ganar el campeonato y la Supercopa en 2002, se retiró allí después de la temporada 2002-03.

## Carrera como entrenador
Cuando terminó su carrera como jugador de fútbol, Ouzounidis dirigió el equipo de Kappadokes Alexandoupolis (Cuarta División griega) como entrenador. Más tarde, en la temporada 2005-06, se desempeñó como asistente de dirección en Xanthi. En mayo de 2006 se convirtió en entrenador del APOEL. Su primera temporada fue muy buena, terminó primero y ganó el campeonato en la temporada 2006-07, tres juegos antes del final de la temporada. Su equipo también llegó a las semifinales de la Copa de Chipre. Renunció al APOEL durante la segunda temporada, luego de cuatro empates y tres derrotas en los primeros 15 partidos.
Aceptó una oferta de AEL el 9 de mayo de 2008. En su primera temporada tuvo mucho éxito llevando al equipo a los playoffs y asegurando un lugar en la Europa League. Su récord en el primer año parecía confirmar la idea del presidente del club de utilizar a los jóvenes entrenadores griegos para llevar al equipo al éxito. Desafortunadamente, su segundo año en comenzó mal ya que el equipo fue eliminado en la primera ronda de clasificación de la Europa League y el 22 de febrero de 2010 fue despedido, ya que el club se encontraba justo por encima de la zona de descenso. El 9 de agosto, Ouzounidis firmó un contrato con el Iraklis. El 31 de enero de 2011, con el club a solo tres puntos del descenso, renunció a su puesto de entrenador. En mayo de 2011, Ouzounidis regresó a Skoda Xanthi, donde permaneció hasta septiembre de 2012, y renunció a su cargo después de sufrir una derrota en casa por 3-0 contra el PAOK.
En el verano de 2013, Ouzounidis asumió la dirección de Platanias, pero dejó el club a finales de 2013. En enero de 2014, fue nombrado entrenador del Ergotelis, reemplazando a Giannis Petrakis a mitad de temporada. Llevó al club a un séptimo lugar, el mejor en la historia del club, acumulando un récord de 44 puntos (empatado con el sexto lugar del rival local OFI). Dejó el club después del final de la temporada 2013-14.
En diciembre de 2014, Ouzounidis fue nombrado entrenador de Panionios, con el que tuvo un alto índice de éxito en dos campañas nacionales, registrando 28 victorias y 20 empates en 70 juegos que estuvo a cargo. El 10 de agosto de 2016, su contrato con el club se rescindió unilateralmente, principalmente debido a problemas de deslealtad planteados por la junta, debido a que Ouzounidis estaba simultáneamente en conversaciones con el Olympiacos sobre un posible cambio de carrera.
El 1 de diciembre de 2016, Ouzounidis acordó un contrato de un año y medio con el Panathinaikos para hacerse cargo del puesto de entrenador vacante en el club, justo después de la partida del exentrenador Andrea Stramaccioni. Se le atribuyó su entusiasmo por administrar el equipo a pesar de que el presidente Giannis Alafouzos detuvo la financiación del club e impuso recortes presupuestarios radicales como un medio para reducir la deuda del Panathinaikos. El 7 de mayo de 2018, Ouzounidis anunció que dejaría el club al vencimiento de su contrato, expresando su apertura para regresar al club en un futuro bajo diferentes circunstancias financieras y administrativas.
El 25 de mayo de 2018, Ouzounidis fue nombrado entrenador del AEK Athens, con un contrato bienal, solo unas horas después de la salida de Manolo Jiménez del club. Después de la primera mitad de la Superliga de Grecia 2018-19, el AEK se estaba desempeñando muy mal en la liga y las expectativas eran muy altas después de ganar la liga la temporada anterior. También fueron el equipo con las peores estadísticas de rendimiento en la fase de grupos de la UEFA Champions League, siendo eliminados después de perder los seis partidos de la fase de grupos, anotando solo dos goles, concediendo 13 goles, a favor y en contra récord de -11. Ouzounidis fue despedido después de un empate 1-1 en el Derbi con los favoritos al título PAOK en febrero de 2019.
Después de más de un año de descanso del juego, en febrero de 2020, regresó para una segunda temporada en la Primera División chipriota como entrenador del APOEL. Al igual que en su primera temporada, no pudo ayudar al equipo a ingresar a la fase de grupos de la Champions League ni la Europa League, y combinado con una mala forma en la liga nacional, posteriormente fue despedido como entrenador el 28 de octubre de 2020.
El 7 de febrero de 2021 asumió la dirección técnica de la Universitatea Craiova. El 23 de julio de 2021, Ouzounidis fue despedido como entrenador del club luego de una derrota por 0-1 contra Laçi en la segunda ronda de clasificación de la Europa Conference League.
El 27 de febrero de 2022, Ouzounidis fue nombrado entrenador del club de Arabia Saudita Al Faisaly. El 21 de enero de 2023, Ouzounidis fue nombrado nuevamente entrenador del club. Fue despedido el 16 de marzo de 2023.
En junio de 2023, fue anunciado como entrenador del Gol Gohar iraní.El 4 de julio de 2024, se confirmó su salida del club.
El 12 de diciembre de 2024, asumió al frente del Aris Salónica y firmó un contrato hasta junio de 2026.

## Clubes

### Como jugador
| Club           | País    | Año       |
| -------------- | ------- | --------- |
| Apollon Pontou | Grecia  | 1986-1987 |
| Skoda Xanthi   | Grecia  | 1987-1992 |
| Panathinaikos  | Grecia  | 1992-1997 |
| Le Havre       | Francia | 1997-1999 |
| Paniliakos     | Grecia  | 1999-2001 |
| APOEL Nicosia  | Chipre  | 2001-2003 |

### Como entrenador
| Club                  | País           | Año           |
| --------------------- | -------------- | ------------- |
| APOEL Nicosia         | Chipre         | 2006-2008     |
| AEL                   | Grecia         | 2008-2010     |
| Iraklis               | Grecia         | 2010-2011     |
| Skoda Xanthi          | Grecia         | 2011-2013     |
| Platanias             | Grecia         | 2013          |
| Ergotelis             | Grecia         | 2014          |
| Panionios             | Grecia         | 2014-2016     |
| Panathinaikos         | Grecia         | 2016-2018     |
| AEK Atenas            | Grecia         | 2018-2019     |
| APOEL Nicosia         | Chipre         | 2020          |
| Universitatea Craiova | Rumania        | 2021          |
| Al-Faisaly            | Arabia Saudita | 2022          |
| Al-Faisaly            | Arabia Saudita | 2023          |
| Gol Gohar             | Irán           | 2023-2024     |
| Aris Salónica         | Grecia         | 2024-presente |

## Palmarés

### Como jugador

#### Campeonatos nacionales
| Título                     | Club          | País   | Año     |
| -------------------------- | ------------- | ------ | ------- |
| Beta Ethniki               | Skoda Xanthi  | Grecia | 1988-89 |
| Copa de Grecia             | Panathinaikos | Grecia | 1992-93 |
| Supercopa de Grecia        | Panathinaikos | Grecia | 1993    |
| Copa de Grecia             | Panathinaikos | Grecia | 1993-94 |
| Supercopa de Grecia        | Panathinaikos | Grecia | 1994    |
| Superliga de Grecia        | Panathinaikos | Grecia | 1994-95 |
| Copa de Grecia             | Panathinaikos | Grecia | 1994-95 |
| Superliga de Grecia        | Panathinaikos | Grecia | 1995-96 |
| Primera División de Chipre | APOEL Nicosia | Chipre | 2001-02 |
| Supercopa de Chipre        | APOEL Nicosia | Chipre | 2002    |

### Como entrenador

#### Campeonatos nacionales
| Título                     | Club                  | País    | Año     |
| -------------------------- | --------------------- | ------- | ------- |
| Primera División de Chipre | APOEL Nicosia         | Chipre  | 2006-07 |
| Copa de Rumania            | Universitatea Craiova | Rumania | 2020-21 |
| Supercopa de Rumania       | Universitatea Craiova | Rumania | 2021    |